# Okab (stjärna)
Okab eller Zeta Aquilae (ζ Aqulilae, förkortat Zeta Aql, ζ Aql)  är en spektroskopisk dubbelstjärna belägen i den nordvästra delen av stjärnbilden Örnen (stjärnbild). Den har en skenbar magnitud på 2,98 och är synlig för blotta ögat där ljusföroreningar ej förekommer. Baserat på parallaxmätning inom Hipparcosuppdraget på ca 39,3 mas, beräknas den befinna sig på ett avstånd på ca 83 ljusår (ca 26 parsek) från solen.
Zeta Aquilaes två komponenter, Zeta Aquilae A (även benämnd Okab) och Zeta Aquilae B, har ett antal följeslagare listade och tillsammans betecknas de WDS J19054 + 1352. Som den främsta stjärnan i denna grupp bär Zeta Aquilae också beteckningen WDS J19054 + 1352A. Följeslagarna betecknas därefter WDS J19054 + 1352B, C, D och E.

## Nomenklatur
Beteckningarna för de två komponenterna som Zeta Aquilae A och B härleder sig från konventionen som används av Washington Multiplicity Catalog (WMC) för multipelstjärnsystem, och har antagits av International Astronomical Union (IAU). WDS J19054 + 1352 är ingången till det bredare system där Zeta Aquilae ingår i Washington Double Star Catalog. 
Zeta Aquilae delar med Epsilon Aquilae det traditionella namnet Deneb el Okab, från den arabiska benämningen ذنب العقاب ðanab alc uqāb som betyder "örnens stjärt" och mandarinnamnen Woo och Yuë, härledda från och representerande staten Wu (吳), en gammal stat som var belägen vid Yangtsefloden och Yue (越), en gammal stat i Zhejiangprovinsen (tillsammans med 19 Capricorni i Tolv staters asterism). 
I stjärnkatalogen i Al Achsasi Al Mouakket-kalendern betecknades Zeta Aquilae som Dzeneb al Tair ("den arabiska människans ättlingar"), som översattes till latin som Cauda (Vulturis) Volantis, vilket betyder "örnens stjärt".
År 2016 anordnade International Astronomical Union en arbetsgrupp för stjärnnamn (WGSN) med uppgift att katalogisera och standardisera riktiga namn för enskilda stjärnor. WGSN fastställde namnet Okab för Zeta Aquilae i juni 2017 och det ingår nu i IAU:s Catalog of Star Names.

## Egenskaper
Primärstjärnan Zeta Aquilae A är en blå till vit stjärna i huvudserien av spektralklass A0 Vn. Den har en beräknad massa som är ca 2,4 gånger större än solens massa, en radie som är ca 2,3 gånger större än solens och utsänder från dess fotosfär ca 39 gånger mera energi än solen vid en effektiv temperatur av ca 9 600 K.
Zeta Aquilae A roterar snabbt, med en projicerad rotationshastighet av 317 km/s vilket ger en nedre gräns på azimuthalhastigheten längs ekvatorn. Som ett resultat medför detta att stjärnan antar en något tillplattad form med en ekvatorialradie som är ca 30,7% större än polarradien. På grund av Dopplereffekten gör denna snabba rotation absorptionslinjerna i stjärnans spektrum diffusa, vilket anges av "n"-suffixet i klassificeringen.
Astronomer använder Zeta Aquilae som en tellurisk standardstjärna genom att dess spektrum gärna används för att korrigera för tellurisk förorening från jordens atmosfär när man granskar spektra av närliggande stjärnor. Observation av denna stjärna i det infraröda bandet under 2MASS-undersökningen verkade avslöja ett överskott av strålning. Fördelningen av denna strålning kan emellertid inte lätt förklaras av en förmodad omgivande stoftskiva utan angavs senare som mätfel orsakade av mättnad av de när-infraröda detektorerna.